# 中世纪低地德语
中世纪低地德语，又称中古低地德语、中古撒克逊语（内名：Sassisch，即撒克逊语），是低地德语的发展阶段。这一语言起源自中世纪的古撒克逊语，并且自1225至1234年开始就在《萨克森之鉴》中有文字记录。